# Konica
Pour Konica après la fusion avec Minolta, voir Konica Minolta.
Konica (コニカ, Konika) était une entreprise japonaise de fabrication de pellicule photographique, d'appareils photographiques, d'accessoires photographiques, de photocopieurs, de fax et d'imprimantes laser, fondée en 1873. L'entreprise a fusionné en 2003 avec Minolta, la nouvelle entreprise portant le nom de Konica Minolta.

## Histoire
L'histoire de l'entreprise débute en 1873 quand Rokusaburō Sugiura, propriétaire d'un commerce de produits pharmaceutiques à Tokyo, commence à vendre des produits liés à la photographie et du matériel d’impression lithographique dans son magasin Konishiya Rokubei (magasin principal de Konishi).
En 1885, Konishiya Rokubei établit une usine dans la ville de Tokyo et commence à fabriquer des machines photographiques, des montures et du matériel lithographique, qui étaient jusqu'alors importés.
En 1902, Konishiya Rokubei commence à fabriquer des plaques photographiques et du papier photographique, puis crée le premier appareil photo de marque produit au Japon, le « Cherry Handbag Camera » (チェリー手提用暗函), devenant le principal fabricant d'appareils photographiques au Japon.
En 1921, Konishiya Rokubei est réorganisé et devient la société par actions Konishiroku Honten.

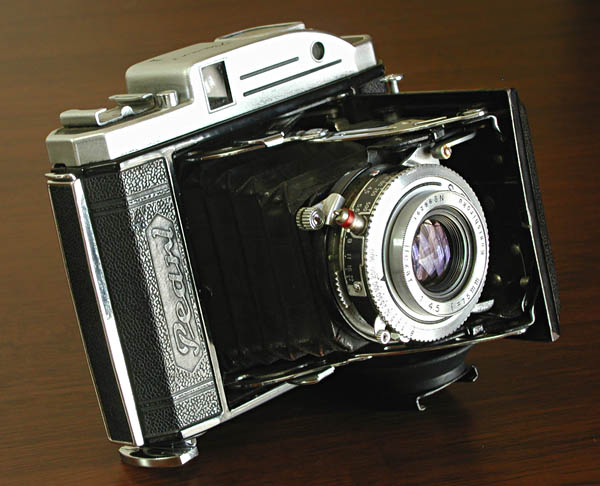
Konica Pearl II, appareil moyen format

Konishiroku lance en 1940 la première pellicule couleur fabriquée au Japon (Sakura Natural Color Film), puis commercialise en 1948 l'appareil photographique "Konica I", qui donnera son nom à l'entreprise en 1987.
À partir de 1949, Konica produit un appareil photographique de moyen format, le Pearl.
De 1964 à 1975, Konica produit les appareils de moyen format Omega, avec leurs objectifs Konica Hexanon.
Les appareils photographiques reflex mono-objectif de Konica sont les premiers à être dotés d'un mode d'exposition semi-automatique, ainsi que d'un obturateur plan focal et d'objectifs interchangeables.
Le modèle Autoreflex de 1965 possède une cellule photoélectrique externe qui permet de régler automatiquement le diaphragme de l'objectif selon le temps de pose choisi par l'utilisateur. Avec l'Autoreflex T sorti en 1968, Konica améliore ce système en introduisant une mesure TTL de l'exposition, qui sera ensuite adoptée par les autres fabricants d'appareils photographiques.
Au moment où Konishiroku adopte le nouveau nom Konica en 1987, l'entreprise compte environ 4935 employés.
Dans les années 1990, Konica remporte un contrat majeur avec le comté de Los Angeles, afin de fournir en crédit-bail des photocopieurs à la cour supérieure de Los Angeles ; la commande initiale de la cour est de 250 photocopieurs.
Le 5 août 2003, Konica fusionne avec Minolta pour former Konica Minolta. En 2006, Konica Minolta se retire du marché de la photographie.
En mars 2006, l'entreprise ferme sa division d'imagerie photographique, qui produisait des pellicules photographiques, du papier photographique couleur, des produits chimiques pour la photo, et des tireuses numériques. Sa section d'appareils photographiques reflex numériques est transférée à Sony, où elle devient la gamme Sony Alpha. Dai Nippon Printing (DNP) rachète l'usine d'Odawara et continue à produire du papier photographique sous sa propre marque, tandis que Seapac acquiert l'usine de produits chimiques de Konica.

### Pellicules photographiques

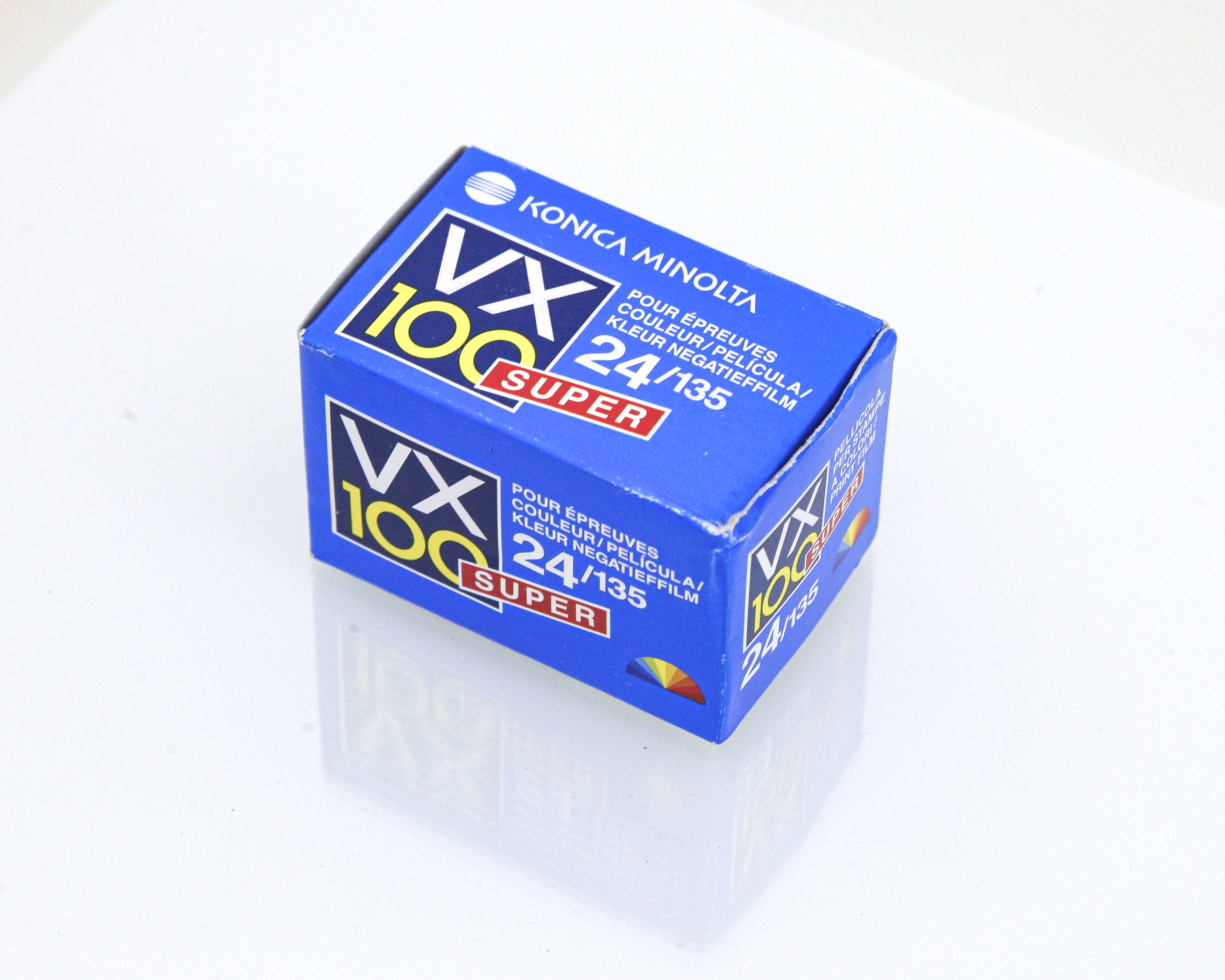
Boîte de pellicule couleur Konica Minolta, modèle VX100 Super

Konica était un producteur majeur de pellicule 35 mm et de produits associés, dont des processeurs de développement et de la technologie d'impression. Bien que ses parts de marché soient inférieures à celles des géants tels que Kodak ou Fujifilm, la qualité reconnue des pellicules Konica lui assurait une part significative de ce marché.
Au milieu des années 1980, Konica lança une gamme de pellicules SR, puis SR-V (1987), SR-G (1989), Super SR (1991), Super XG (1993), VX et finalement "Centuria" en 1999.

### Appareils photographiques

#### Appareils télémétriques format 35 mm
- Rubikon (1936?)[6] : prototype du Konica I, développement arrêté par la Seconde Guerre mondiale, quelques exemplaires construits après la guerre.
- Rubicon (1936?) : appareil photo à rayons X qui utilise du film X 35 mm, même châssis que le Rubikon/Konica I.
- Konica "I" (1946) : premier appareil 35 mm de Konishiroku à être produit. Plusieurs variantes (objectifs, obturateurs, viseur, griffe porte flash sans contact).
- Konica II (1950)
- Konica IIB (1960) : variantes avec objectifs f3.5 and f2.8.
- Konica IIB-m (1956)
- Konica IIA (1956) : premier modèle à utiliser le superbe objectif Hexanon 48 mm f2.
- Konica III (1956) : variantes avec obturateurs Konirapid-S & Seikosha MXL, la plupart avec objectif 48/2, version plus rare avec Hexanon 48 mm f2.4
- Konica IIIA (1958) : variantes avec Hexanon 48/2 & 50/1.8.
- Konica IIIM (1959) : variantes avec obturateurs Copal MXV & Seikosha SLV, toutes avec hexanon 50/1.8. Posemètre intégré, premier Konica avec griffe porte flash avec contact (non standard).
- Konilette 35 (1959) : format 35 mm bon marché avec zone focusing, objectif Konitor 45/3.5.

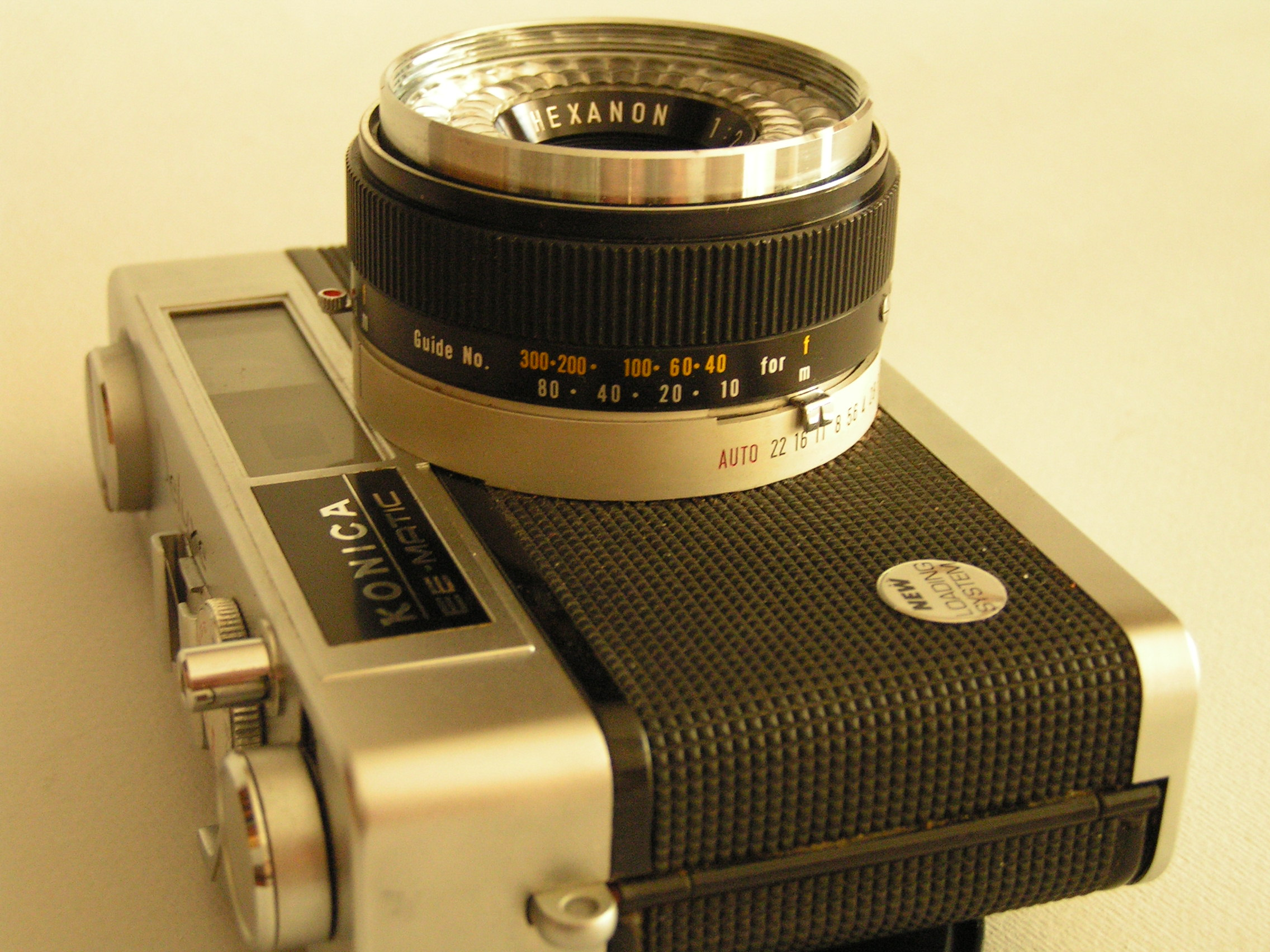
Konica EE-Matic Deluxe, 1965

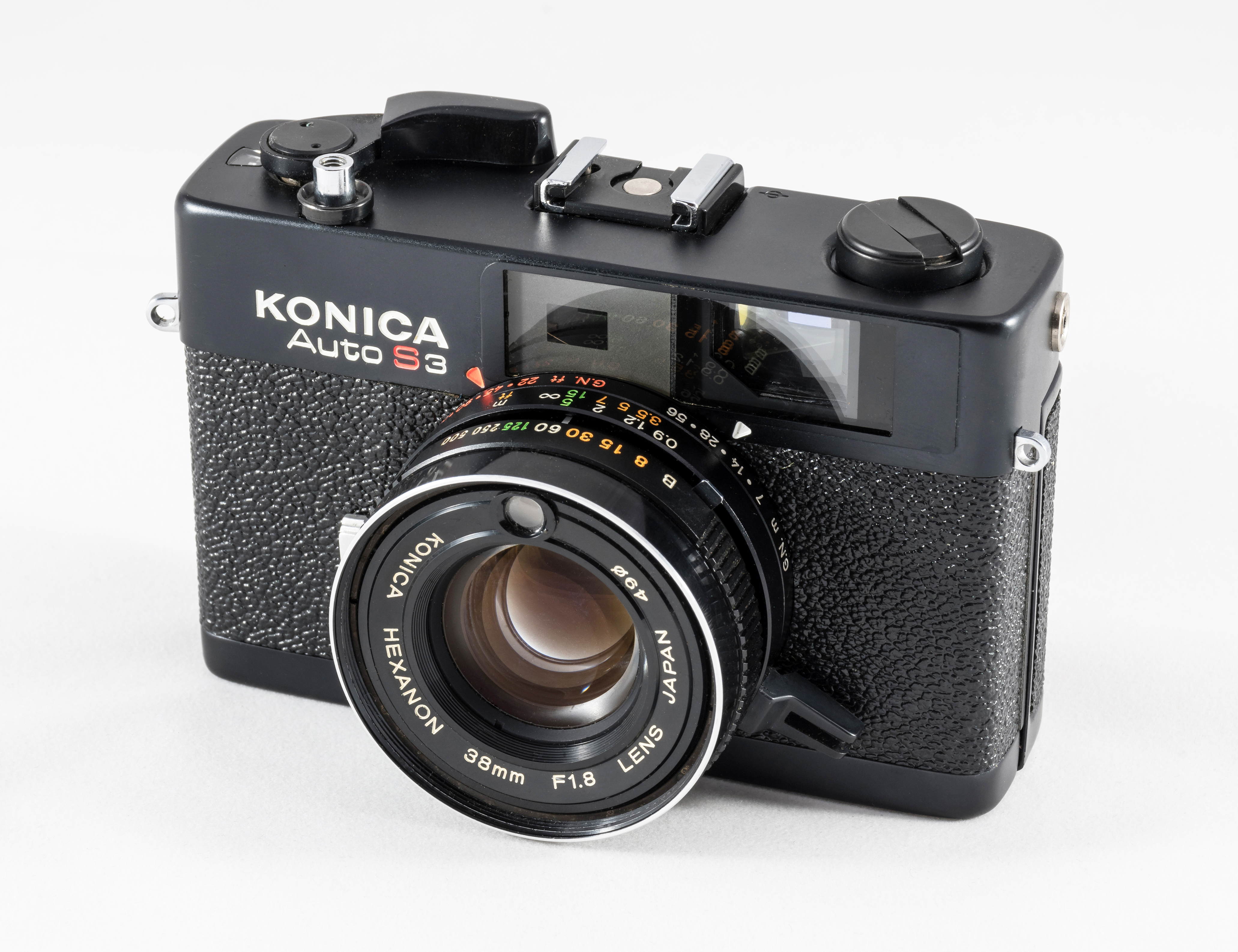
Konica S3

- Konica S (1959) : avec posemètre. Variantes d'objectif : Hexar 45/2.8, Hexanon 48/2, 48/1.8.
- Konica L (1960) : objectif Hexar 45/2.8, obturateur Seikosha L, intéressante porte de film à rabat.
- Konica S II (1961) : proposé uniquement avec Hexanon 48/2.
- Konica S III (1963) : nouveau châssis, similaire à celui de l'Auto S, utilise également le même Hexanon 47/1.9
- Konica EE-Matic (1963) : exposition automatique, cellule au sélénium (pas de pile). Vendu également sous l'appellation Wards xp500/500a.
- Konica Auto S (1963) : premier appareil à cellule au CdS, exposition automatique. Vendu également sous les appellations Wards am450/am550 et Revue Auto S.
- Konica EYE (1964) : appareil demi-format. Vendu également sous l'appellation Wards EYE.
- Konica Auto S2 (1965) : vendu également sous l'appellation Wards am551.
- Konica EE-Matic S (1965) : version simplifiée de l'EE-Matic, sans télémètre. Vendu également sous l'appellation Wards xp400.
- Konica EE-Matic 260 (196?) : version de l'EE-Matic utilisant une pellicule de format 126. Vendu également sous l'appellation Wards cp301 & Wards 260.
- Konica EE-Matic Deluxe (1965) : version améliorée de l'EE-Matic, plage ASA plus importante, objectif amélioré. vendu également sous l'appellation Wards xp501.
- Konica EE-Matic Deluxe "New" (1965) : dispositif d'accrochage de la pellicule amélioré, chargement facilité. Vendu également sous l'appellation Wards xp501a.
- Konica Auto SE (1966) : motorisation de l'avancement de la pellicule. Excellent objectif ! Vendu également sous les appellations Wards ep504 et Revue Auto SE. Premier appareil Konica avec une griffe porte flash à contact en standard.
- Konica Auto S1.6 (1967) : objectif plus lumineux (f1.6). Griffe porte flash à contact.
- Konica EE-Matic Deluxe 2 (1967) : vendu également sous l'appellation Wards rf450.

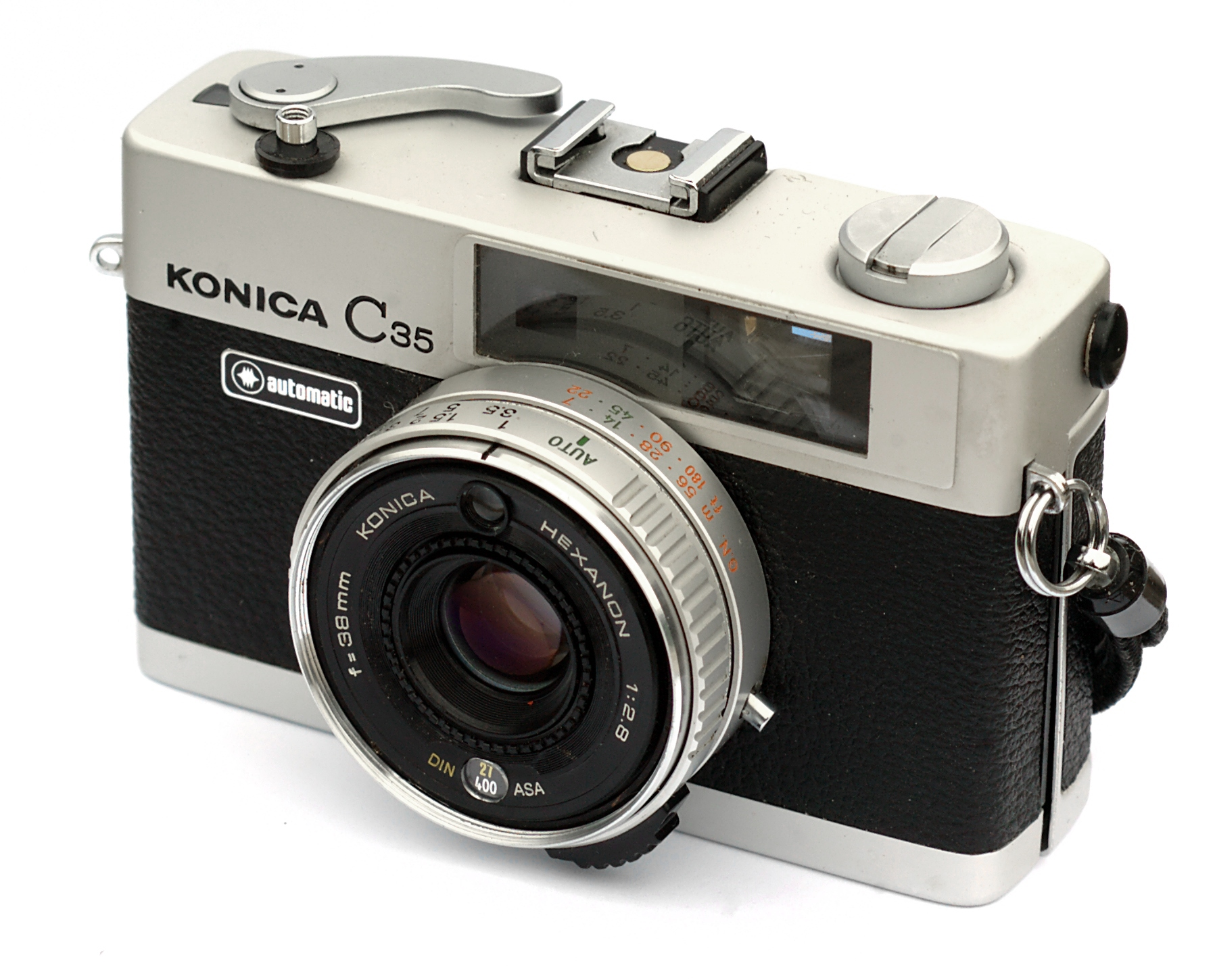
Konica C35 automatic, 1968

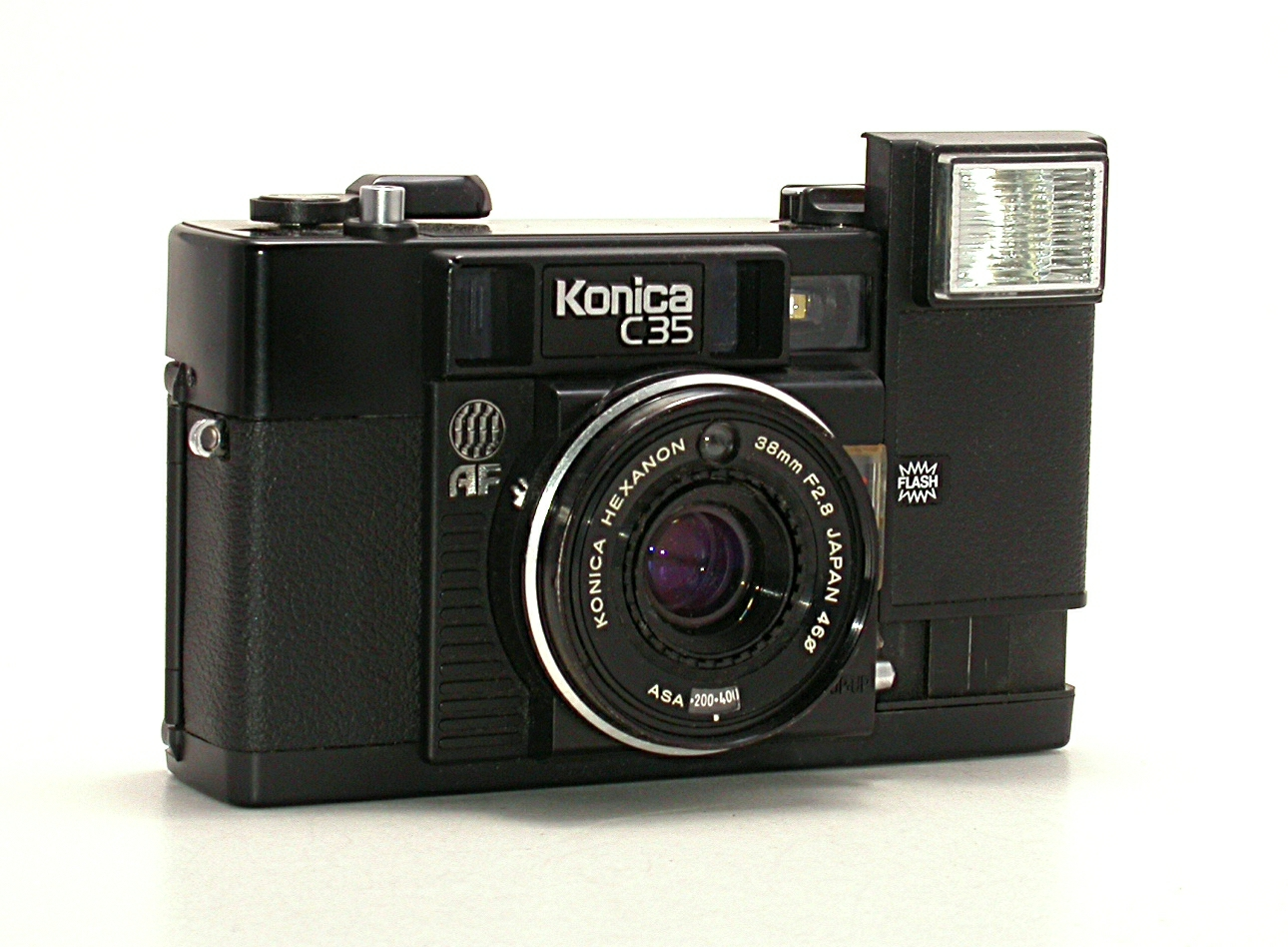
Konica C35 AF

- Konica Auto S 261 (1967) : version à pellicule format 126 de la gamme Auto S, cellule au CdS. Vendu également sous l'appellation Wards cp302, Wards 261.
- Konica C35 (finition chromée argent) (1967) : appareil compact qui connaîtra un grand succès. Surnommé "Journey" (fr: voyage) en raison de sa petite taille et de sa portabilité
- Konica Electron (1967)
- Konica C35 (finition laquée noire) (1967)
- Konica C35 Flashmatic (Japan) (1968) : vendu à l'export sous l'appellation "C35 Automatic". Finitions chromée & noire.
- Konica C35 E&L (Japon) (1969) : version économique du C35. Pas de télémètre. Vendu à l'export sous l'appellation "C35 V".
- Konica Auto S3 (export) (1973) : excellent petit appareil dérivé de la gamme C35. Objectif lumineux. Exposition automatique uniquement. Vendu au Japon sous l'appellation "C35 FD". L'Auto S3 est produit en finition noire seulement. Le C35 FD est proposé en finition chromée également.
- Konica C35 EF (1976) : premier modèle avec flash intégré. Surnommé "Pikkari".
- Konica C35 AF (1977) : premier appareil à autofocus, surnommé "Jasupin" (1 million d'exemplaires vendus).

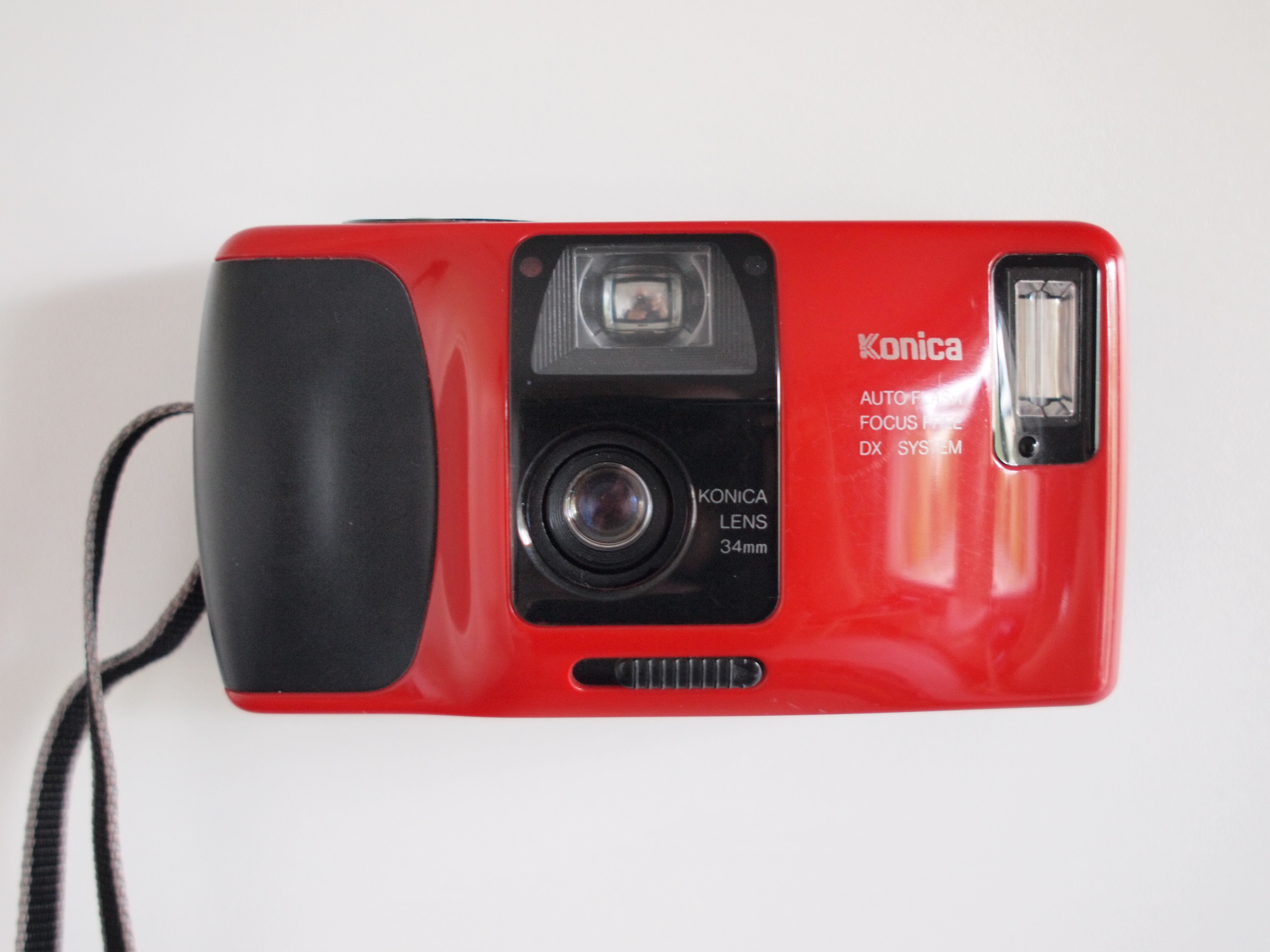
Konica Top's, avec lecture du code DX

- Konica C35 EF "New" : ajout d'un retardateur.
- Konica C35 EFP (1977)
- Konica C35 EF3 (1981) : surnommé "Color Pikkari".
- Konica C35 AF2 (198?)
- Konica C35 EFJ (1982) : vendu à l'export sous l'appellation "Konica POP".
- Konica C35 MF (1982) : avec autofocus. Surnommé "Jasupin Super". La variante C35 MD-D comporte un dos dateur.
- Konica C35 AF3 (1983) : avec autofocus. Dernier appareil de la gamme "C35".
- Konica MG (1983) : la variante MG-D comporte un dos dateur.
- Konica EFP2 (1984)
- Konica MR70 (1985)
- Konica AA-35/Recorder (1985) : demi-format, plusieurs couleurs disponibles. Vendu au Japon sous l'appellation "Recorder", à l'export sous l'appellation "AA-35".
- Konica MT-7, MT-9, MT-ll (1986) : vendu au Japon sous les appellations "Multi" 7, 8 & 9.
- Konica EFP3
- Konica MR70 LX
- Konica Off Road/Genba Kantoku/MS-40 (1988–2001), résistant aux embruns, à la poussière, au sable, aux chocs[8].

- Konica Z-Up 70 & Z-Up 70 VP
- Konica Z-Up 80 & Z-Up 80 RC
- Konica Tomato

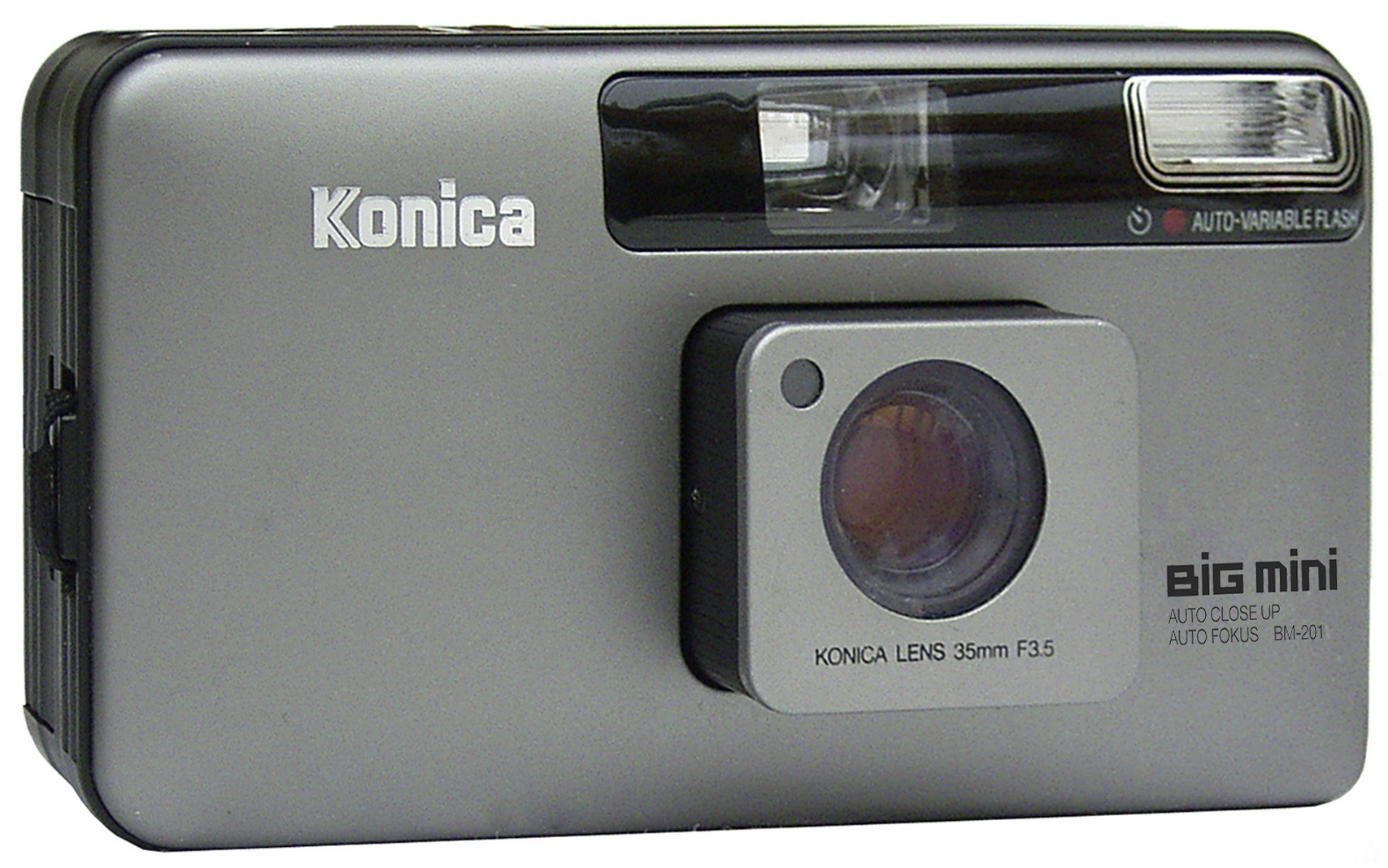
Konica Big Mini, 1990

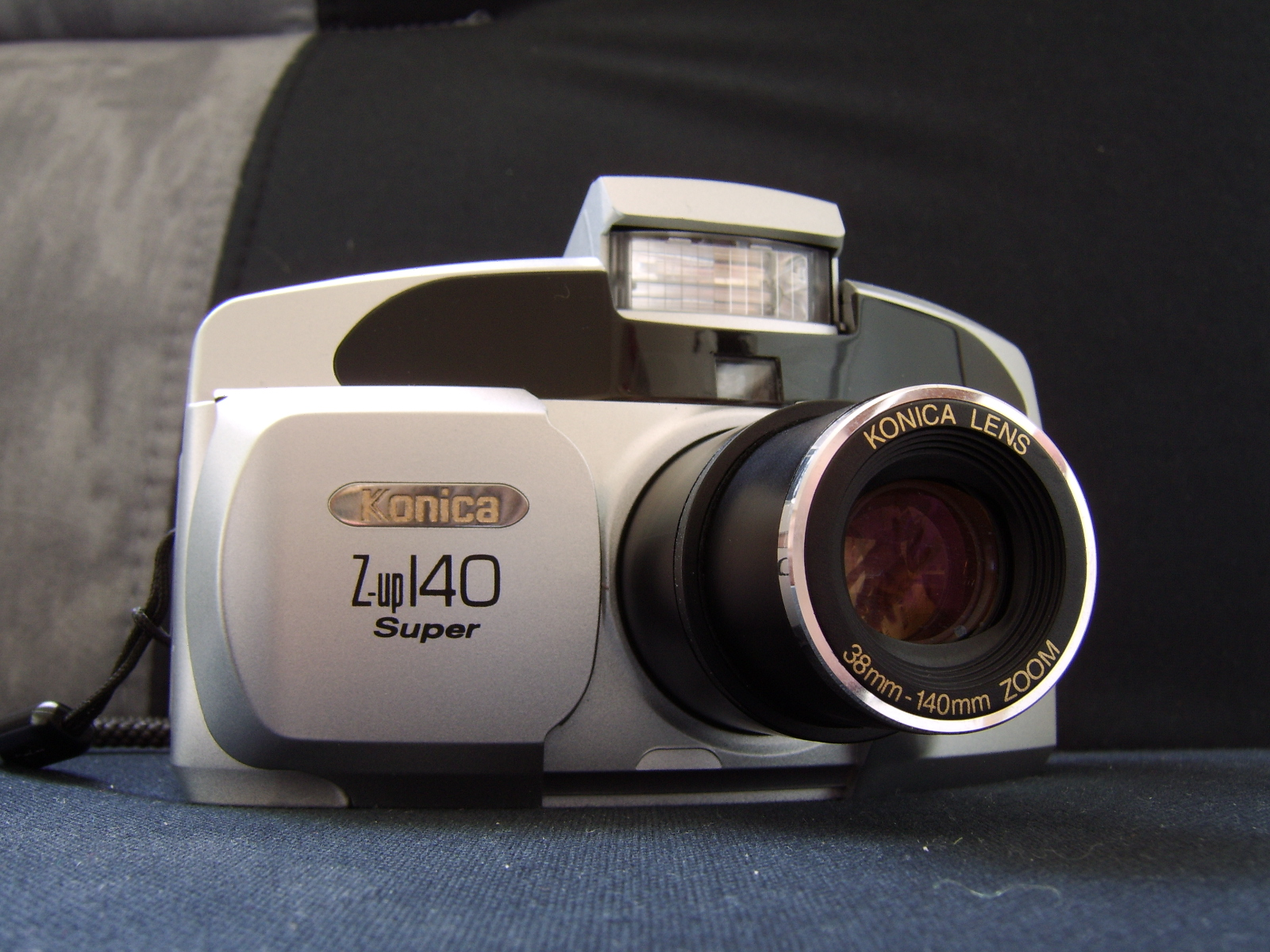
Konica Z-Up 140 Super, 1996

- Konica Kanpai : appareil à commande vocale.
- Konica Big Mini (BM-201) (1990)[9],[10]
- Konica Z-Up 28W
- Konica MT-100
- Konica Jump Auto
- Konica Aiborg (1991)[11]
- Konica Top's (1991)
- Konica Big Mini Neo (1993) : zoom, fonction panoramique.
- Konica Off Road 28WB Wide & 28HG7.
- Konica Big Mini BM-510Z (1993) : avec zoom 35–70 mm[12].
- Konica Big Mini TR (BM-610Z) (1995) : avec zoom 28–70 mm[13].
- Konica Big Mini Nou 135 (1995) : avec zoom 38–135 mm[14].
- Konica Big Mini BM S-100 (1996) : appareil au format APS[15].
- Konica Big Mini F : objectif f/2.8 au lieu de f/3.5[16].

- Konica Z-Up 60
- Konica Z-Up 90
- Konica Z-Up 110
- Konica Z-Up 120
- Konica Z-Up 130
- Konica Z-Up 135 (1995)[17]
- Konica Z-Up 140 (1996)[18]
- Konica Z-Up 150 (environ 2003)[19]

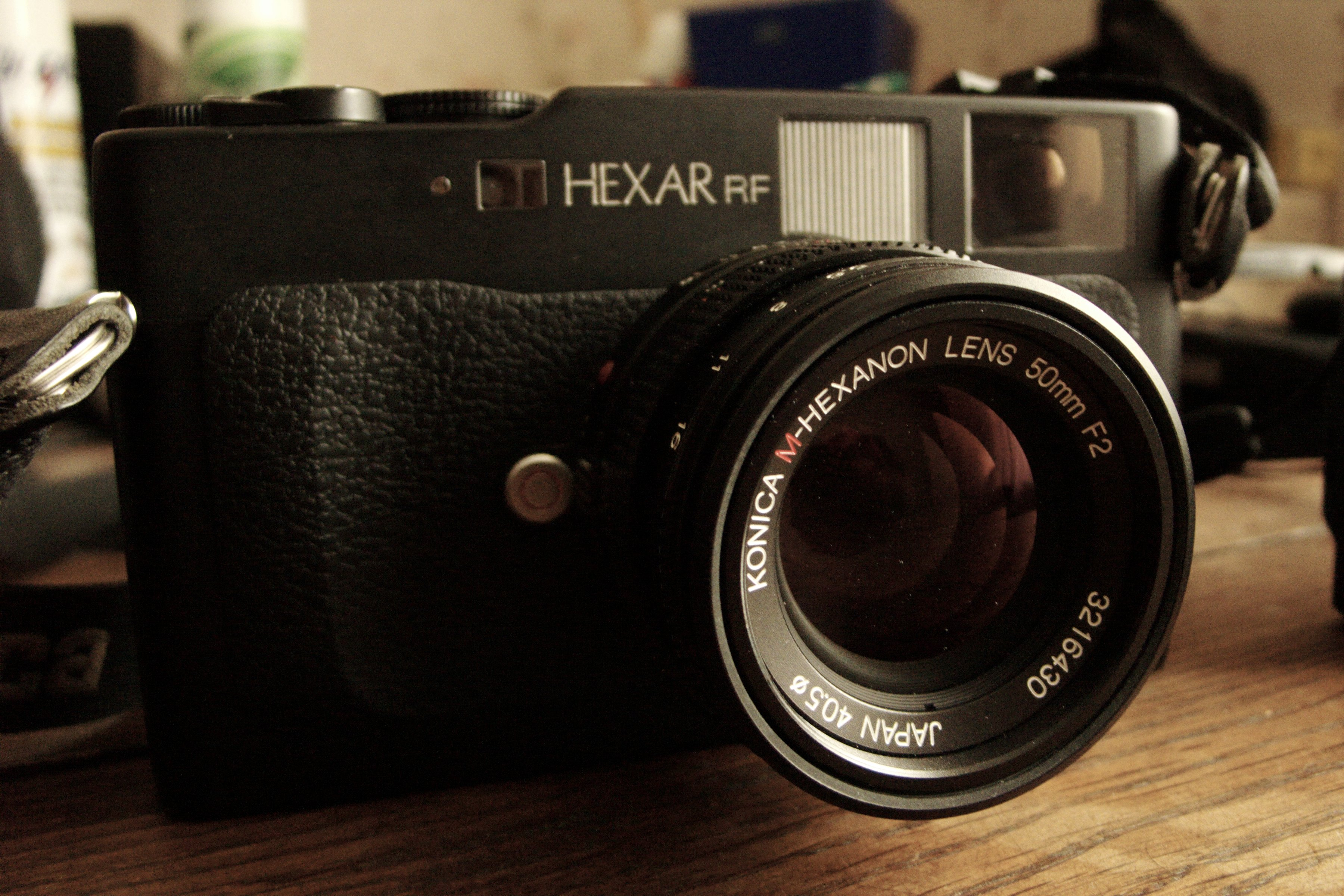
Hexar RF, 2000

- Konica Hexar (1991) : appareil autofocus.
- Konica Hexar RF (2000)

#### Format 110
- Pocket 400 (environ 1975) : avec objectif Hexar (28 mm) et exposition automatique[20].

#### Reflex mono-objectif à monture F
La première série d'appareils photographiques reflex mono-objectif de Konica comportait une monture Konica F, nommée d'après le premier appareil à l'avoir utilisée. C'était une monture à baïonnette, non compatible avec les montures Konica ultérieures. Le tirage mécanique de la monture F était de 40,5 mm, et son diamètre de 40 mm.
Cette monture n'est pas identique à la monture F de Nikon, dont le tirage mécanique est de 46,5 mm.

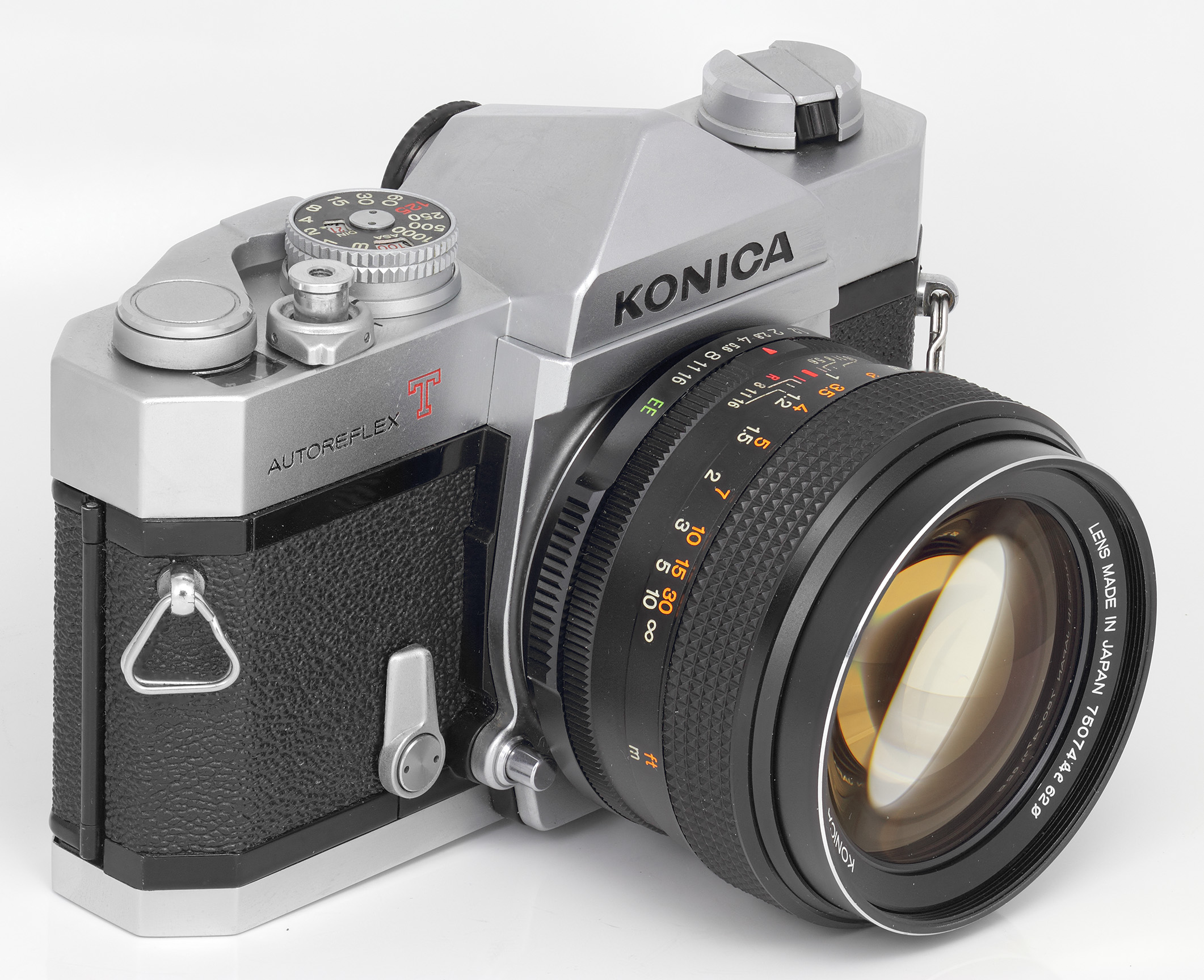
Konica Autoreflex T (1970) avec Hexanon 57 mm f1,2

- Konica F (1960-?)
- Konica FS (1962–1964)
- Konica FSW (1962-?)
- Konica FP (1963-?)
- Konica FM (1965-?)

#### Reflex mono-objectif fixes
- Konica Domirex (1963-?, prototype)

#### Reflex mono-objectif à monture AR

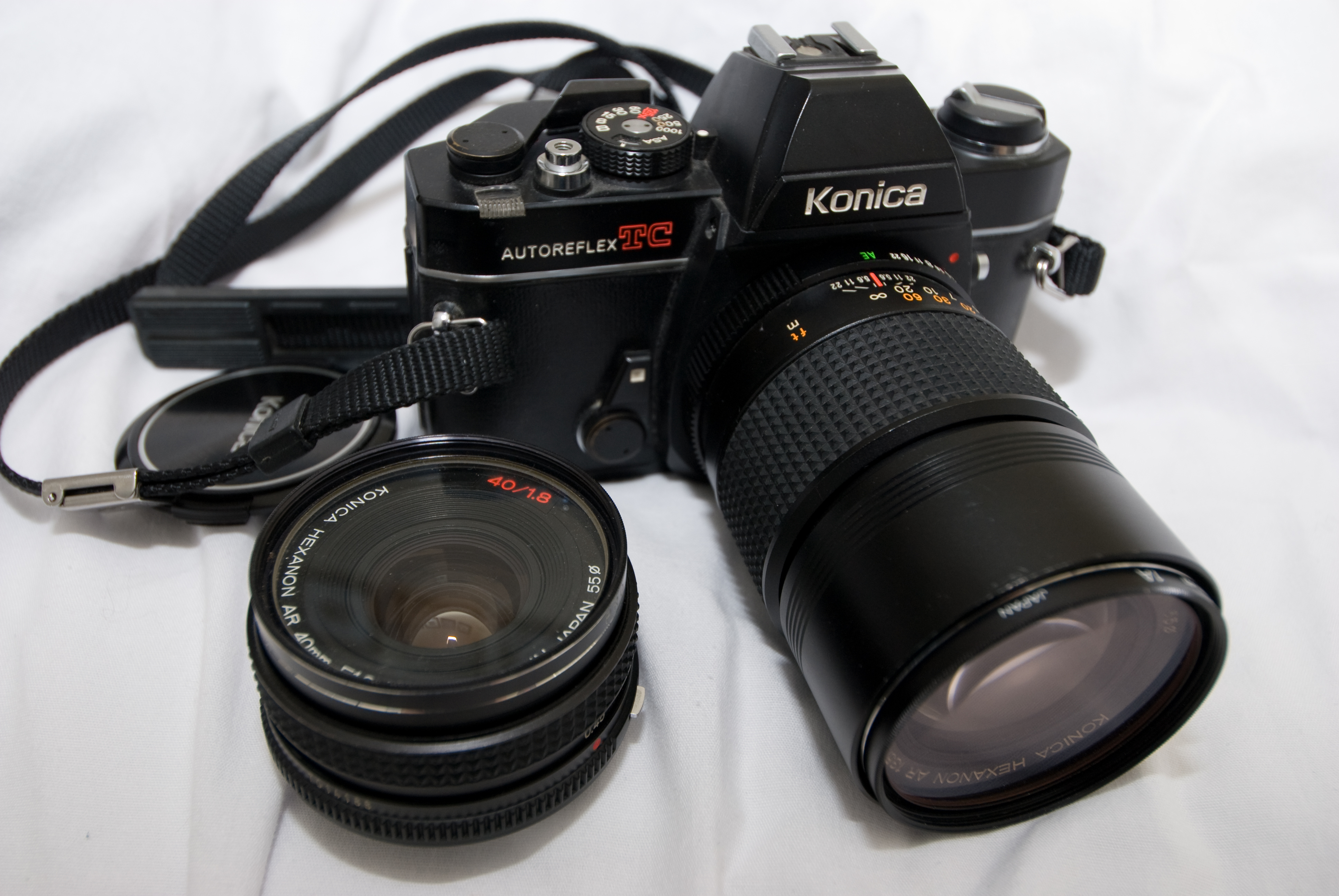
Konica Autoreflex TC (1976–1982) avec objectif Hexanon 135mm - à gauche, Hexanon 40 mm f1,8

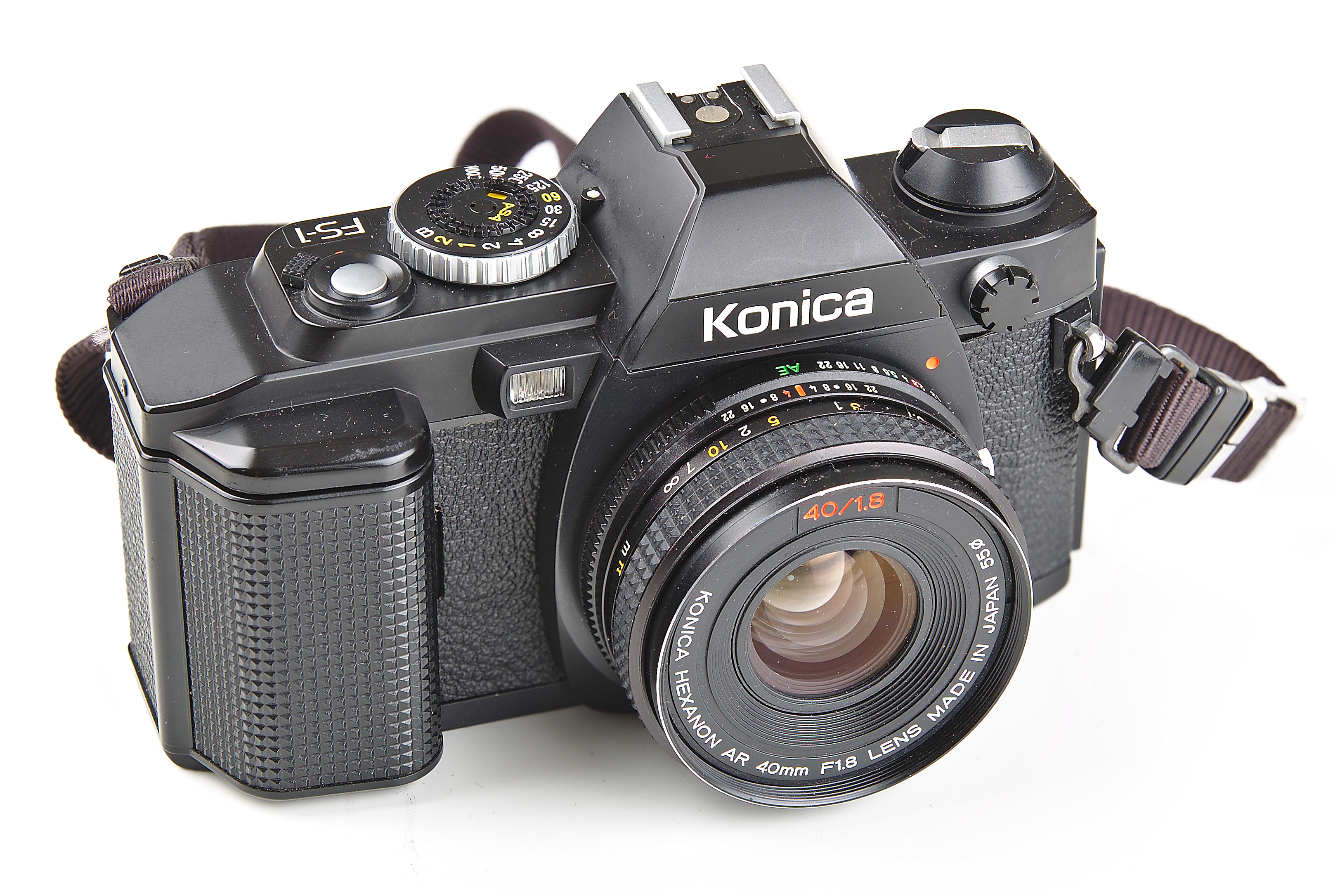
Konica FS-1, premier reflex mono-objectif au monde avec moteur intégré

La deuxième série d'appareils reflex mono-objectif de Konica, "Autoreflex", est lancée en 1965. La production est interrompue en 1987 lorsque Konica se retire du marché des reflex mono-objectif.
La monture Konica AR conserve le tirage mécanique de la monture F (40,5 mm), mais possède un plus grand diamètre (47 mm).
- Konica Auto-reflex (1965–1968) : vendu sous l'appellation Autorex au Japon.
- Konica Auto-Reflex P (1966–1968) : vendu sous l'appellation Autorex P au Japon.
- Konica Autoreflex T (1968–1970)
- Konica Autoreflex A (1968–1971)
- Konica Autoreflex T2 (1970–1973)
- Konica Autoreflex A2 (1971–1972)
- Konica Autoreflex A1000 (1972–1973)
- Konica Autoreflex T3 (1973–1975)
- Konica Autoreflex A3 (1973-1976)
- Konica Autoreflex T3N (1975–1978)
- Konica Autoreflex TC (1976–1982)
- Konica Autoreflex T4 (1978–1979)
- Konica FS-1 (1979–1983)
- Konica FC-1 (1980–1983)
- Konica FP-1 (1981–1983)
- Konica FT-1 (1983–1987)
- Konica TC-X (1985–1988)[22] : fabriqué par Cosina.

#### Appareils instantanés
- Konica Instant Press (1984-?)[23]

### Objectifs
Les objectifs Konica des appareils reflex mono-objectif étaient nommés Hexanon. La plupart de ces objectifs possèdent une superbe qualité optique, en particulier les plus anciens objectifs à focale fixe. Beaucoup de fabricants d'objectifs pour appareil photo proposent dans leur gamme quelques objectifs de grande qualité, mais Konica réussit à atteindre une excellente qualité sur une large gamme de focales. Les objectifs Hexanon devinrent ainsi le standard de l'administration japonaise pour évaluer la qualité de tous les autres objectifs.

### Appareils numériques
- Konica Q-M 100 (1997)[25]

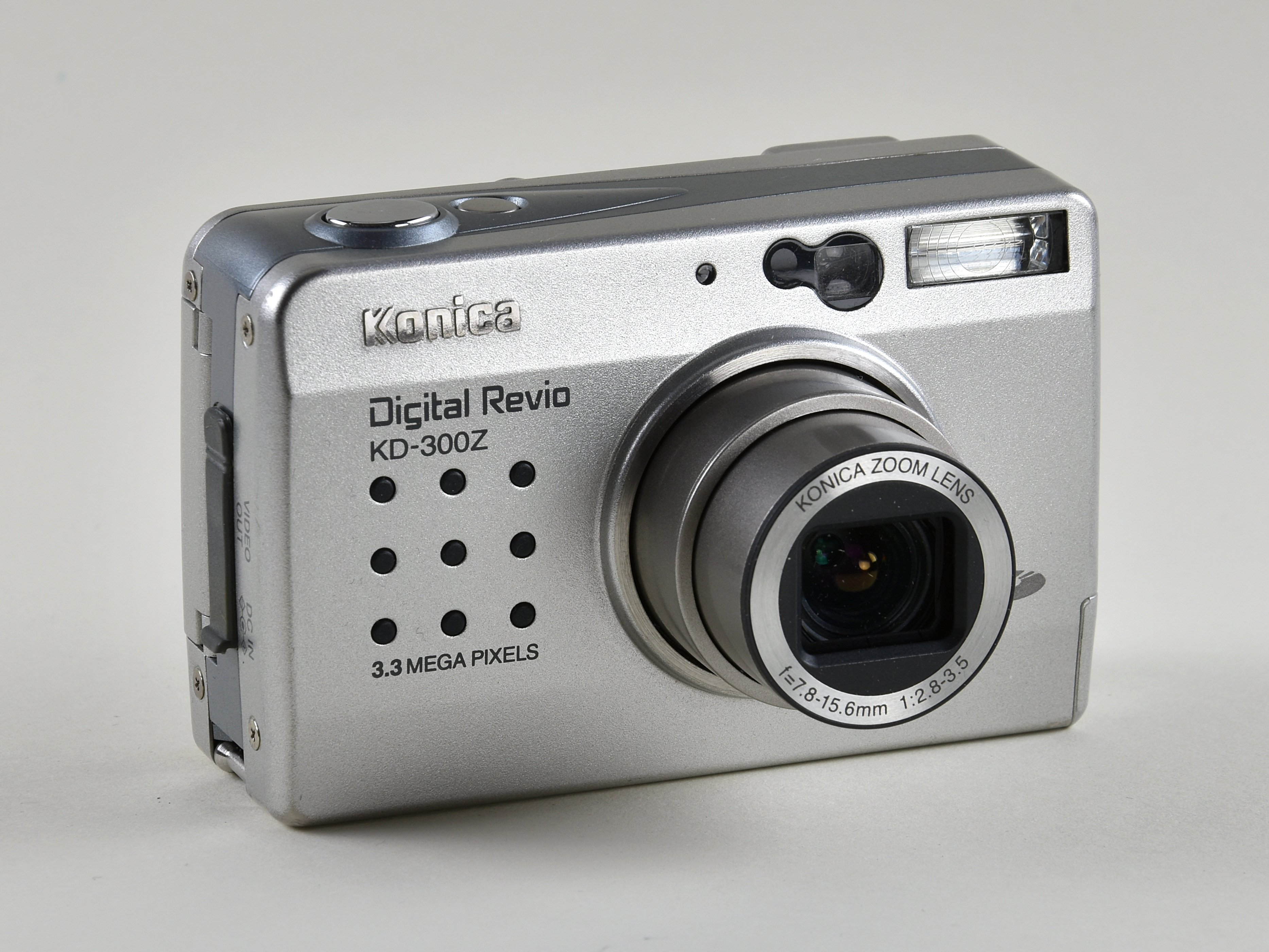
Konica Digital Revio KD-300Z (2001)

- Konica DG-1 (1998) : revêtement caoutchouc[26].
- Konica DG-2 (2001) : revêtement caoutchouc, 2 Mpx[27].
- Konica Digital Revio KD-200Z (2001)
- Konica Digital Revio KD-300Z (2001) : zoom optique 2x[28].
- Konica Digital Revio KD-500Z (2002) : zoom optique 3x, 5 Mpx[29].
- Konica Revio C2 (2002) : très compact, 1,2 Mpx.
- Konica DG-3Z (2003)[30]
- Konica Revio KD-410Z (2003)
- Konica Revio KD-420Z (2003)
- Konica Revio KD-510Z (2003) : zoom optique 3x, 5 Mpx[31].